# Leuchtturm Darłowo
Der Leuchtturm Darłowo (ehemals deutsch Leuchtturm Rügenwalde) ist ein Leuchtturm im Seebad Darłówko, einem Stadtteil von Darłowo an der Ostseeküste in Hinterpommern, heute in der polnischen Woiwodschaft Westpommern gelegen.
Benachbarte Leuchttürme stehen in Gąski (Funkenhagen) im Westen und in Jarosławiec (Jershöft) nach Osten.

## Geschichte
Darłowo ist einer der kleinen Häfen an der Mündung eines Flusses, der in die Ostsee mündet. Darłowo (deutsch Rügenwalde) liegt in Pommern, an der Mündung der Wipper. Ca. 3 km westlich von Darłowo liegt Darłowko (deutsch Rügenwaldermünde), welches eingemeindet wurde. Der Fluss trennt Darłowko West von Darłowko Ost. An der Mündung befindet sich ein Fischereihafen. Vor über 120 Jahren wurde die Mündung von zwei fast 500 m langen Molen gesichert. Am Fuße der Ostpier wurde 1885–1886 ein Lotsenhaus aus roten Vormauerziegeln mit einem Leuchtfeuer an der Südseite errichtet. Der Turm wurde 1927 von 13 auf 21 Meter erhöht und ist heute noch das Wahrzeichen von Darłówko.
1996 wurde das Leuchtturmgebäude umfangreich restauriert, Besichtigungen sind möglich.
Seit dem 1. April 2020 ist für den Betrieb das Seeamt in Szczecin zuständig, zuvor war es das Seeamt in Słupsk (poln. Urząd Morski w Słupsku).

## Philatelistische Würdigung
Im Jahr 2013 gab die polnische Post den dritten Briefmarkenblock einer neuen Serie mit Leuchttürmen der polnischen Küste heraus. Eine der vier Briefmarken zeigt den Leuchtturm Darłowo, Wert 1,60 zł.